# Strauch-Schneckenklee
Der Strauch-Schneckenklee (Medicago arborea), auch Baum-Schneckenklee genannt, ist eine Pflanzenart aus der Gattung Schneckenklee (Medicago) in der Unterfamilie der Schmetterlingsblütler (Faboideae).

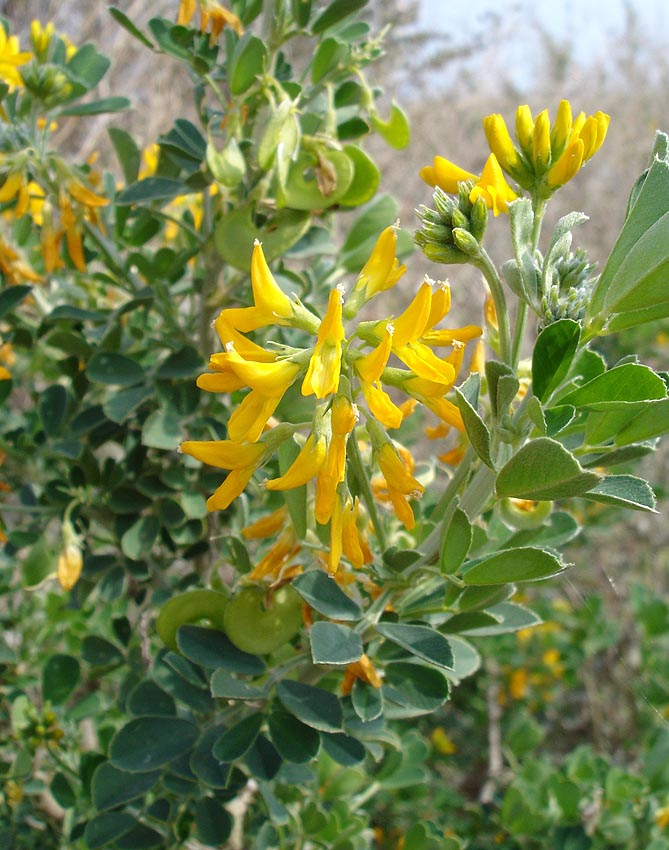
Blütenstände und dreiteilige Blätter

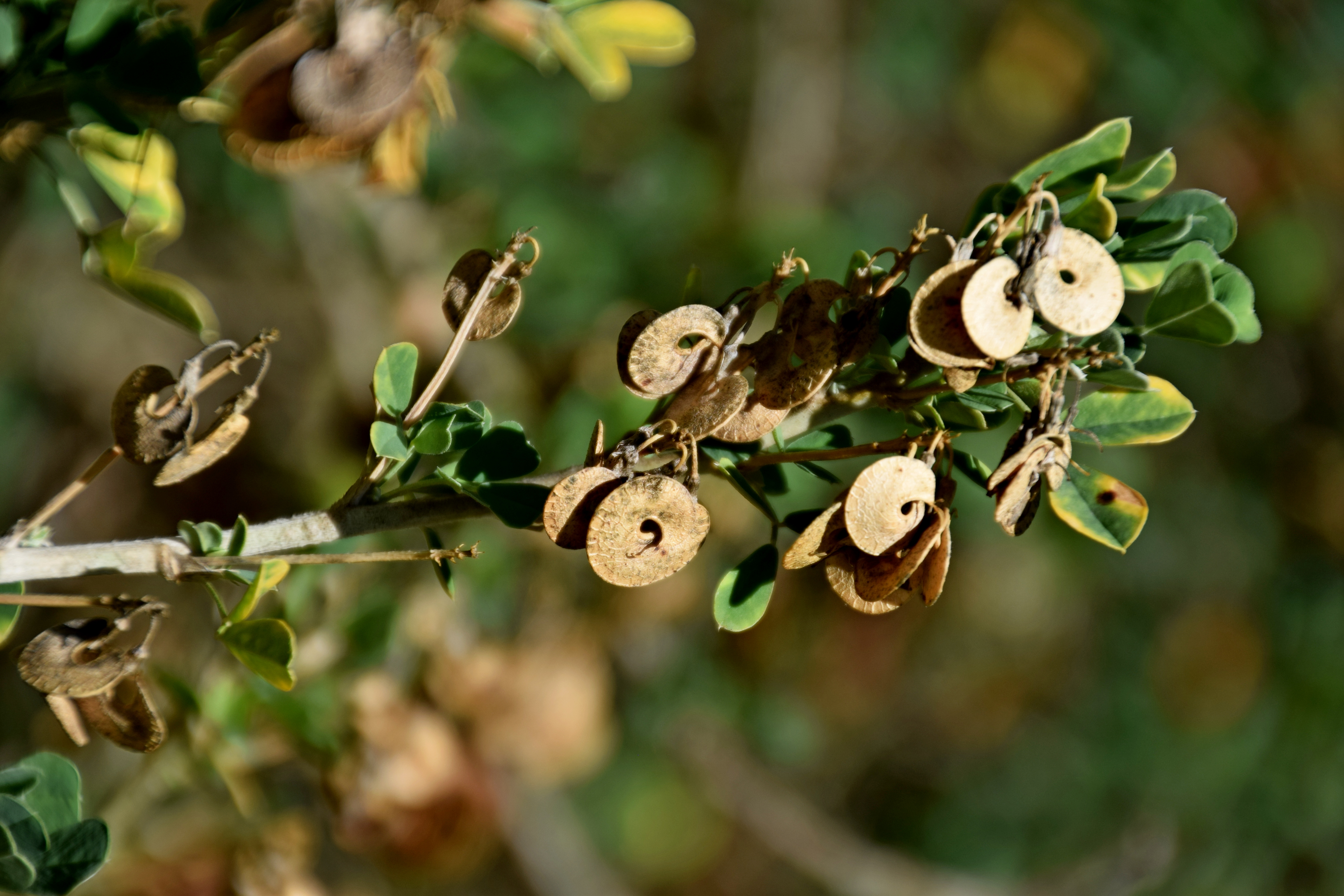
Fruchtstände

## Beschreibung
Der Strauch-Schneckenklee ist eine verholzende, immergrüne Pflanze. Er wächst als Strauch und wird meist 1 bis über 3 Meter (selten 4 Meter) hoch. Die Stängel sind seidig behaart. Die gefiederten und gestielten Laubblätter sind dreizählig. Die kleinen, kurz gestielten und verkehrt-eiförmigen, ganzrandigen Blättchen sind, vor allem unterseits, seidig behaart, spitz oder abgerundet bis eingebuchtet sowie oft stachelspitzig. Es sind Nebenblätter vorhanden.
Die kurz gestielten, gelben Schmetterlingsblüten sind zwittrig und sitzen bis zu 10–12 an traubigen Blütenständen. Sie duften ähnlich wie Vanille oder wie die Duftende Platterbse. 
Es wird eine kleine, spiralig eingewundene, kringelige, geaderte und mehrsamige, nicht öffnende, abgeflachte Hülsenfrucht gebildet. Die bräunlichen Samen sind leicht nierenförmig.
Der Strauch-Schneckenklee ist tetraploid mit einer Chromosomenzahl von 2n = 32.
Die Blütezeit fällt auf der Nordhalbkugel in die Zeit von Mai bis Oktober.

## Verbreitung und Standort
Der Strauch-Schneckenklee ist in Europa in Spanien, Italien, Griechenland und Albanien heimisch. Bereits in der Antike wurde der Strauch-Schneckenklee als Futterpflanze weiterverbreitet; heute ist er eine weltweit in mediterranen Klimazonen weitverbreitete Pflanze.
Die Pflanze lebt in Symbiose mit der Knöllchenbakterien-Art Sinorhizobium meliloti, die Stickstoff aus der Luft fixiert.

## Nutzung
Der Strauch-Schneckenklee wird an mediterranen Standorten als Futterpflanze angebaut. Die Blätter werden roh oder gekocht zum Beispiel in Salaten gegessen. In Mitteleuropa wird er gelegentlich als Zierpflanze verwendet. In Niederösterreich soll er als "Beschreikraut" zum Schutz gegen böse Geister verwendet worden sein.

## Systematik
Die Erstbeschreibung durch den schwedischen Botaniker Carl von Linné wurde 1753 veröffentlicht. Innerhalb der Gattung wird die Art in die Sektion Dendrotelis gestellt. Zu dieser Sektion gehören auch Medicago strasseri Greuter, Matthäs & Risse aus Kreta und Medicago citrina (Font Quer) Greuter, der auf Kleininseln der Balearen heimisch ist.

## Belege
1. 1 2  Gustav Hegi, Helmut Gams: Familie Leguminosae. In: Gustav Hegi: Illustrierte Flora von Mitteleuropa. 1. Auflage, Band IV, Teil 3, Seite 1250–1251. Verlag Carl Hanser, München 1964.
2. 1 2  
M. Rosato, M. Castro, J. A. Rossello: Relationships of the Woody Medicago Species (Section Dendrotelis) Assessed by Molecular Cytogenetic Analyses. In: Annals of Botany. Band 102, Nr. 1, 2008, S. 15–22, doi:10.1093/aob/mcn055.
3. ↑  
Carl von Linné: Species Plantarum. Band 2, Impensis Laurentii Salvii, Holmiae 1753, S. 778, Digitalisat

## Weiterführende Literatur
- Edwin T. Bingham: Medicago arborea Project at University of Wisconsin, Madison. In: Medicago Genetic Reports. Band 5, Nr. 1, 2005, S. 1–7, PDF.
- M. Valdenegro, J. M. Barea, R. Azcon: Influence of arbuscular-mycorrhizal fungi, Rhizobium meliloti strains and PGPR inoculation on the growth of Medicago arborea used as model legume for re-vegetation and biological reactivation in a semi-arid mediterranean area. In: Plant Growth Regulation. Band 34, Nr. 2, S. 233–240, doi:10.1023/A:1013323529603.
- Aldo Tava, Mariella Mella, Pinarosa Avato, Maria Pia Argentieri, Zbigniew Bialy, Marian Jurzysta: Triterpenoid Glycosides from Leaves of Medicago arborea L. In: Journal of Agricultural and Food Chemistry. Band 53, Nr. 26, 2005, S. 9954–9965, doi:10.1021/jf052468x.
- Marilena Idžojtić: Dendrology. Academic Press, 2019, ISBN 978-0-444-64175-5, S. 417.
- Eduard Winkler: Vollständiges Real-Lexikon. Zweiter Band: M–Z, Brockhaus, 1842, S. 29.